# Пауэлл, Джером
Джером Хайден Пауэлл (англ. Jerome Hayden Powell; род. 4 февраля 1953, Вашингтон) — американский юрист, член Совета управляющих Федеральной резервной системы, назначенный 25 мая 2012 года по предложению Барака Обамы. С 5 февраля 2018 года Пауэлл является Председателем Совета управляющих Федеральной резервной системы; 2 ноября 2017 года он был выдвинут на эту должность президентом США Дональдом Трампом и утверждён голосованием Сената 23 января 2018 года.
В рейтинге самых влиятельных людей мира от 2018 года по версии редакции журнала Forbes занял 11-е место. Его предшественница, Джанет Йеллен, в предыдущем рейтинге от 2016 года занимала 6-е место.

## Семья и образование
Джером Пауэлл родился в Вашингтоне в семье Патрисии (Хайден) и Джерома Пауэлл, который занимался частной адвокатской практикой. Его дедушка по материнской линии, Джеймс Дж. Хайден, являлся деканом Юридической школы Католического университета Америки. Во время обучения в Школе права Джером был главным редактором «Georgetown Law Journal» – юридического журнала, который издавался вузом.
В 1975 году Пауэлл закончил бакалавриат Принстонского университета, а его дипломная работа на политическую тему назвалась «Южная Африка: силы для изменения».
После окончания университета молодой человек год проработал помощником сенатора Ричарда Швайкера от штата Пенсильвания, будущего министра здравоохранения и социальных служб США (1981—1983). В 1979 году Пауэлл в Школе права Университета Джорджтаун получил степень доктора юридических наук. В том же Университете он в качестве главного редактора выпускал журнал по праву «Georgetown Law Journal».

## Профессиональная деятельность
В 1979 году Пауэлл переезжает в Нью-Йорк и становится служащим Апелляционного суда второго округа США. С 1981 по 1983 годы он занимается адвокатской практикой в международной юридической фирме Davis Polk & Wardwell, а с 1983 до 1984 годы — в юридической фирме Werbel & McMillen.
Спустя четыре года работы Пауэлл меняет карьерное направление и устраивается в нью-йоркский инвестиционный банк Dillon, Read & Co. (который в 1991 году будет поглощен британским Barings Bank). В банке Пауэлл отвечал за юридическое сопровождение финансовых операций, в частности, торгового финансирования, слияний и поглощений. Начав с должности начальника отдела слияний и поглощений к 1990 году Пауэлл вырос до первого вице-президента банка.

### Государственная служба
В 1990 году Пауэлл переходит на государственную службу и устраивается в Министерство финансов США. В тот период времени министром финансов при президентах Рональде Рейгане и Джордже Буше являлся Николас Брейди, который ранее также работал в инвестиционном банке Dillon, Read & Co. и возглавлял его совет директоров. В 1992 году Пауэлл по назначению президента Джорджа Буша становится заместителем министра финансов, отвечающим за внутренние финансы (налогово-бюджетную политику, фискальные операции, финансовые активы и обязательства правительства и т.д.).
Одним из наиболее ярких событий в течение периода работы в Министерстве финансов было расследование вокруг инвестиционного банка Salomon Brothers, связанное со скандалом об операциях с казначейскими векселями США. Пауэлл участвовал в переговорах, в результате которых известный инвестор Уоррен Баффетт был выбран временным председателем Salomon Inc. для урегулирования проблем.

### Инвестиционный банкир

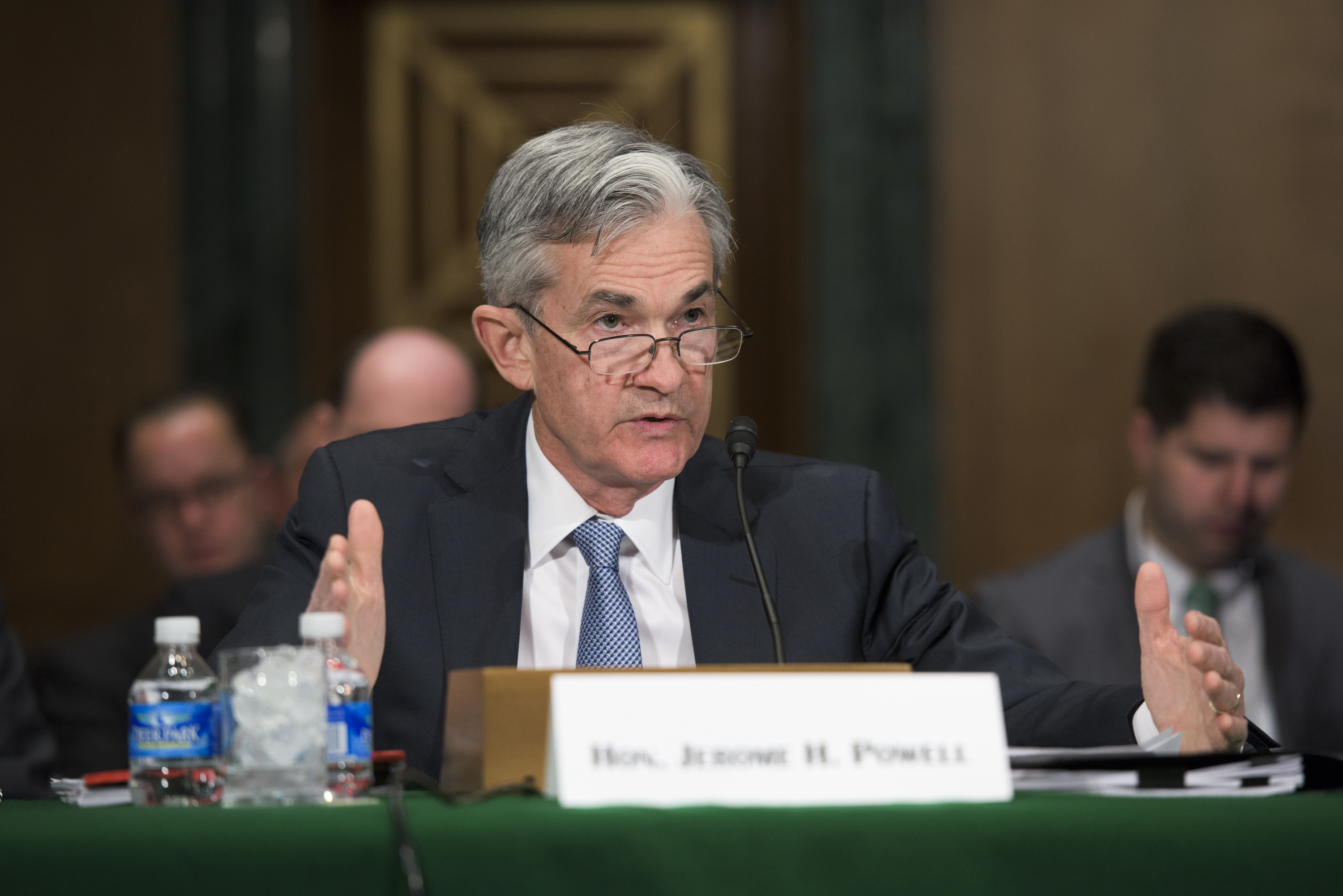
Джером Пауэлл на слушаниях в Сенате США (Вашингтон, 14 апреля 2016 года)

В 1993 году Пауэлл перешел в один из крупнейших банков своего времени Bankers Trust (в 1998 году поглощен Deutsche Bank и стал называться Deutsche Bank Trust Corporation) на позицию управляющего директора. Однако уже в 1995 году он был вынужден его покинуть после того, как ряд клиентов понесли значительные потери на операциях с деривативами, заключенными с Bankers Trust. Правительство США заподозрило банк в мошенничестве, один из пострадавших клиентов, корпорация Procter & Gamble подала на банк судебный иск. После Bankers Trust Пауэлл возвращается обратно в инвестиционный банк Dillon, Read & Co.
С 1997 по 2005 год Пауэлл выступал партнером одного из крупнейших инвестиционных фондов Carlyle Group. В фонде Пауэлл создал и вел североамериканскую промышленную группу, чья деятельность сосредотачивалась на поглощениях, приватизации и стратегических приобретениях миноритарных пакетов акций.
После Carlyle Group Пауэлл основал в Вашингтоне инвестиционную фирму Severn Capital Partners, занимавшуюся альтернативными инвестициями в промышленном секторе. Затем в 2008 году Пауэлл переходит в инвестиционный фонд Global Environment Fund, где становится управляющим партнером. Идея фонда состояла в инвестициях в энергетический сектор.

### Общественная деятельность
С 2010 по 2012 год Пауэлл возвращается в политику и становится приглашённым профессором в некоммерческой организации «Двухпартийный политический центр», основанный в 2007 году. В центре Пауэлл работал по теме предотвращения кризиса государственного долга, который мог возникнуть в связи с тем, что Конгресс США в 2011 году отказывался повысить предельную величину государственного долга США.

## Работа в ФРС США

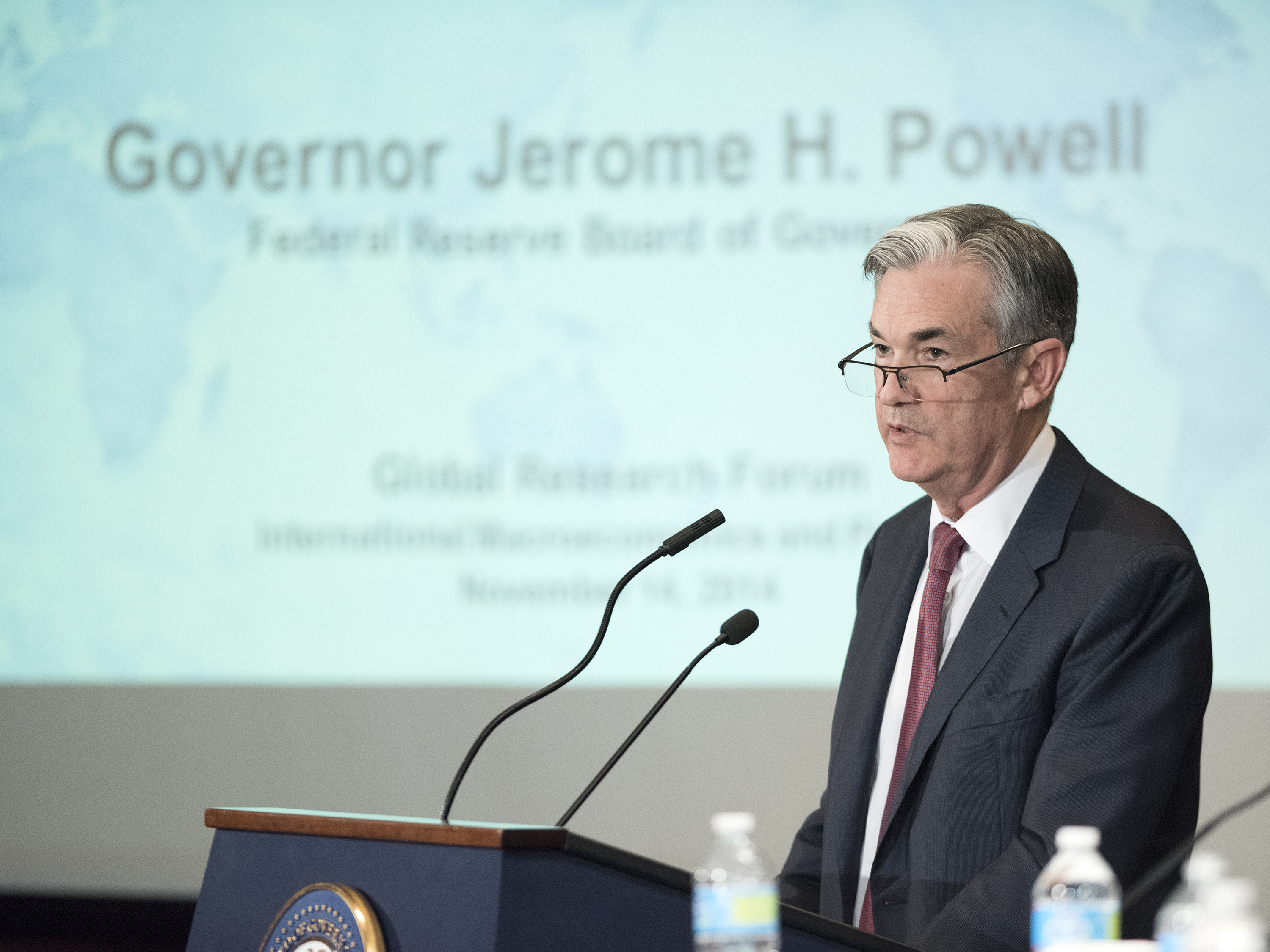
Джером Пауэлл на Глобальном исследовательском форуме по международной макроэкономике и финансам (Вашингтон, 14 ноября 2014 года)

В декабре 2011 года президент США Барак Обама назначил Пауэлла в Совет управляющих ФРС США. Пауэлл заместил Фредерика Мишкина, который досрочно ушел в отставку. В январе 2014 года Пауэлл был повторно назначен на новый срок, который должен был завершиться в 2028 году.
Президент США Дональд Трамп номинировал Пауэлла на должность председателя ФРС США. Профильный комитет Сената США одобрил кандидатуру Пауэлла с одним голосом «против» 5 декабря 2017 года. 23 января 2018 года Пауэлл был утверждён Сенатом США 84 голосами против 13.
Пауэлл, юрист по образованию, стал первым за 30 лет председателем ФРС США, не имеющим докторской степени по экономике. По мнению аналитиков, президент Дональд Трамп ожидает от Пауэлла постепенного ослабления банковского регулирования, которое оказалось под жестким контролем ФРС США после кризиса 2008 года.
Назначение Пауэлла стало первым случаем с 1978 года, когда новый президент не предлагает действующему председателю ФРС США остаться на второй срок. Полномочия Джанет Йеллен в Совете управляющих ФРС США истекают только в 2024 году, и, возможно, она останется в Совете после ухода с поста председателя. Аналогичный прецедент произошел раньше, когда Марринер Экклс продолжал оставаться в Совете три года после того, как перестал быть председателем ФРС США в 1948 году.
В ноябре 2018 года Дональд Трамп заявил, что он «недоволен своим выбором» Пауэлла на должность председателя ФРС, поскольку тот повышает процентные ставки «слишком быстро», не поддерживая экономическую политику президента.

## Ожидания макроэкономистов от нового назначения
Комментируя выдвижение Пауэлла, авторитетные экономисты расходятся во мнениях. Лауреат нобелевской премии по экономике Джозеф Стиглиц увидел в назначении на важнейший пост вместо экономиста юриста Пауэлла политизацию ФРС США. На его взгляд, нетрадиционный выбор отражает войну президента Дональда Трампа против наследия «просвещенной науки, демократического управления и власти закона», а также нападение на «самые заветные институты и ценности Америки».
Профессор Гарвардского университета Кеннет Рогофф, являвшийся главным экономистом МВФ с 2001 по 2003 годы, полагает, что Пауэлл столкнется с экстраординарными трудностями в течение своего срока. Однако самая главная проблема будет состоять в том, чтобы глава ФРС США не оставался «в тени» Трампа и поддерживал независимость центрального банка. Рогофф сравнивает ситуацию с избранием президентом США Ричарда Никсона. Тот оказывал сильное давление на тогдашнего председателя ФРС США Артура Бёрнса, в результате чего Никсона переизбрали на новый срок, пожертвовав инфляцией и экономическим ростом.
Профессор Калифорнийского университета Бенджамин Коэн высказал опасение, что смена руководства ФРС США отражает намерения президента Трампа дерегулировать финансовый сектор и ликвидировать часть требований законодательного пакета Додда-Франка. Предварительные планы президента Трампа вызвали критику со стороны действующего главы ФРС США Джанет Йеллен и ее заместителя Стэнли Фишера. В ответ оба покинут свои позиции в руководстве центрального банка. Возврат политического маятника в регулировании рынков может подготовить почву для следующего финансового кризиса, полагает экономист.
По мнению бывшего президента федерального резервного банка Далласа Ричарда Фишера, сторонник консенсуса Пауэлл не является сторонником жёсткой или мягкой денежной политики, но обладает качествами «мудрой совы».
По словам управляющей фондом в UBS Asset Management Эрин Браун, «назначение Пауэлла не удивило рынок и, если не считать переназначения Йеллен, может считаться наименее подрывающим статус-кво в совете управляющих ФРС».

## Личная жизнь
В 1985 году Пауэлл женился на Элиссе Леонард (англ. Elissa Ann Leonard), с которой у них трое детей. Семья проживает в Чеви Чейз (Монтгомери, округ, Мэриленд).
Публичный отчет от 2017 года о финансовом положении Пауэлла как члена Совета управляющих ФРС США раскрывает диапазоны его возможных финансовых вложений. Исходя из этого его благосостояние может находиться в диапазоне между $19,7 млн. и $55 млн. Считается, что при Джанет Йеллен он был самым состоятельным членом Совета управляющих ФРС США.
Пауэлл отличается сдержанным характером, любит играть в гольф и ездить до офиса на велосипеде.
«Я никогда не видел, что он выходил из себя, — отзывается от Пауэлле экс-президент Федерального резервного банка Далласа Ричард Фишер, который участвовал с Пауэллом во многих публичных слушаниях, — Джей не занимается саморекламой, как это многие делают в Вашингтоне, ему нравится выполнять малопривлекательную работу».
Пауэлл участвовал в общественной работе в благотворительных и учебных заведениях, включая привилегированную школу DC Prep, Bendheim Center for Finance в Принстонском университете и The Nature Conservancy. Пауэлл также выступил основателем Center City Consortium, объединяющего 16 приходских школ в беднейших районах Вашингтона.
Пауэлл является членом Республиканской партии США. Коллеги зовут его «Джей» (англ. Jay), сокращенное от «Джером».

## Цитаты
О финансовом регулировании:

Регулированию предназначена определенная роль, однако регулирование всегда должно учитывать влияние, которое оно оказывает на рынки — баланс, который необходимо постоянно взвешивать. Больше регулирования — это не лучший ответ на каждую проблему.
— Sherman N. Jerome Powell: Who is Trump's Fed chair nominee? // BBC News Services. — 2017. — 2 ноября.
О рынке недвижимости в США:

Фундаментальная реформа жилищного финансирования, — включая определение окончательного правового статуса Fannie Mae и Freddie Mac, двух системно значимых правительственных организаций, — остается в списке текущих дел. В связи с тем, что воспоминания о кризисе исчезают, следующие несколько лет представляют нашу последнюю возможность завершить критически важные реформы. Отказавшись от них, рискуем повторить ошибки прошлого.— Sherman N. Jerome Powell: Who is Trump's Fed chair nominee? // BBC News Services. — 2017. — 2 ноября.
Об информационных технологиях:

Мы живем в мире, который определяется высокой скоростью технического прогресса. Четыре из пяти американских компаний с наибольшей рыночной капитализацией классифицируются как «технологические компании», что описывает продукты, которые они продают и как компании работают. Благодаря десятилетиям инвестиций в информационные технологии, особенно в электронные коммуникационные сети, потребители ожидают, что услуги будут доступны немедленно «на кончиках пальцев». Это утверждение верно почти для каждой отрасли и каждого аспекта повседневной жизни, включая финансовые операции.— Jerome H. Powell. Financial Innovation: A World in Transition. The Speech at the 41st Annual Central Banking Seminar, sponsored by the Federal Reserve Bank of New York. New York, October 18, 2017.
О нормализации политики ФРС США:

Лучше, что может сделать ФРС США, — не только для Соединенных Штатов, но и для глобальной экономики в целом, — поддерживать порядок в нашем доме путем следования нашему двойному мандату [ценовой стабильности и максимальной устойчивой занятости]. Следует помнить, что нормализация политики ФРС США происходит не в изоляции, а в контексте восстановления американской экономики, которое должно принести пользу всем экономикам в мире.— Jerome H. Powell. Prospects for Emerging Market Economies in a Normalizing Global Economy. The Speech at the 2017 Annual Membership Meeting of the Institute of International Finance. Washington, October 12, 2017.

## Издания
Powell J. The Global Trade Slowdown and Its Implications for Emerging Asia. Board of Governors of the Federal Reserve System. — San Francisco: CreateSpace Independent Publishing Platform, 2016. (ISBN 1542904471; ISBN 978-1542904476).